# No Good in Goodbye
No Good in Goodbye is een nummer van de Ierse rockband The Script uit 2014. Het is de tweede single van hun vierde studioalbum No Sound Without Silence.
Het nummer, dat gaat over een stukgelopen relatie, werd een klein hitje in het Verenigd Koninkrijk, in Denemarken, Hongarije en het Nederlandse taalgebied. In Ierland, het thuisland van The Script, was het nummer met een 62e positie niet zeer succesvol. In de Nederlandse Top 40 haalde het een bescheiden 35e positie, en in Vlaanderen haalde het de 3e positie in de Tipparade.

## NPO Radio 2 Top 2000
| Nummer met noteringen in de NPO Radio 2 Top 2000 | '15  | '16  | '17  | '18  | '19  |
| ------------------------------------------------ | ---- | ---- | ---- | ---- | ---- |
| No Good in Goodbye                               | 1077 | 1568 | 1892 | 1646 | 1689 |

1. ↑  Een vetgedrukt getal geeft de hoogste notering aan.
2. ↑  2015 was het eerste jaar met een notering voor dit nummer.
3. ↑  Deze tabel is bijgewerkt tot en met de laatste editie (2024).